# 凌迪知
凌迪知（1532年—1601年），字稚哲，號繹泉，浙江湖州府烏程縣（今湖州市吳興區）人，明代雕版印書及文學家。

## 生平
嘉靖十一年（1532年）壬辰，生於織里鎮晟舍，為南京刑部員外郎凌約言之長子。嘉靖三十四年（1555年）乙卯科浙江鄉試八十九名舉人，三十五年（1556年）丙辰科會試一百九十三名，諸大綬榜廷試二甲六十六名進士，吏部觀政，授工部主事，三十八年升工部員外郎。因齋醮之事得罪宦官，三十九年謫貶定州同知。四十二年升大名府通判，四十四年官常州府同知，次年致仕。晚年罷歸鄉里，專心著述，校核群書，開雕印行於世。萬曆二十八年（1600年）十二月，去世。

## 家族
曾祖凌敷。祖父凌震，訓導。父凌約言，南京刑部員外郎。母潘氏，封太安人。弟凌述知、凌遇知、凌遂知。子凌濛初為小說家。

## 著作
凌氏著述頗多，專著：
- 《古今萬姓統譜》（又名《萬姓統譜》140卷，萬曆七年（1579）刊。（四庫全書收錄）
- 《姓氏博考》14卷，萬曆七年附於前書刊行。（四庫全書收錄）
- 《歷代帝王姓系統譜》6卷，萬曆七年刊行。
- 《國朝名公瀚藻》52卷、萬曆九年（1581）刊行。
- 《皇名經世類苑》46卷，萬曆二十三年（1595）刊。
- 《史漢評林》130卷。
- 《增定荊川史纂》14卷。
- 《大學衍義補英華》18卷。

編輯及合著：
- 《國朝名世類苑》46卷。凌迪知輯，秦嘉楫校。萬曆三年（1575）刊。
- 《文林綺繡》59卷，萬曆五年（1577）桂芝館刊本。[3]
- 《左國腴詞》8卷，凌迪知輯，閔一𡧩校。
- 《太史華句》8卷，凌迪知輯。
- 《文選錦字》21卷，凌迪知輯。
- 《楚騷綺語》6卷，（明）張之象編;凌迪知重訂。
- 《兩漢雋言》16卷，（宋）林越撰;凌迪知重編。
- 《名公瀚藻》50卷。凌迪知選。萬曆九年（1581）刊。
- 《學海清瀾》1000卷。